# La ballata del pastore/Musiche originali tratte dal film Serafino
La ballata del pastore/Musiche originali tratte dal film Serafino è un singolo split del regista italiano Pietro Germi e del compositore Carlo Rustichelli, pubblicato nel 1968.

## Il disco
Il disco contiene due temi della colonna sonora del film del 1968 Serafino, diretto dallo stesso Pietro Germi che nel film doppia nel canto l'attore Nazzareno Natale.

### Tracce
7" Clan BF 69013
1. Pietro Germi – La ballata del pastore (Orchestra Nando De Luca) (Carlo Rustichelli, Adriano Celentano, Luciano Beretta, Michele Del Prete)
2. Carlo Rustichelli – Musiche originali tratte dal film Serafino (Orchestra Nando De Luca) (Gino Santercole, Luciano Beretta, Michele Del Prete)